# 웰링턴 피닉스 FC 리저브
웰링턴 피닉스 FC 리저브(Wellington Phoenix Football Club Reserves)는 뉴질랜드 웰링턴을 연고로 하는 축구단이다. 현재 A-리그의 웰링턴 피닉스 FC의 리저브 팀으로 활동하고 있으며 뉴질랜드 내셔널리그에 참가하고 있다.

## 선수 명단

### 역대
- 게리 후퍼(2019 ~ 2020)